# 真鍋譲治
真鍋 譲治（まなべ じょうじ、1964年12月18日 - ）は、日本の漫画家。香川県高松市出身。代表作に『銀河戦国群雄伝ライ』および『アウトランダーズ』がある。アニメーターの真鍋譲二とは別人。
同人サークル「スタジオかつ丼」を主宰し、同人活動では男性向けの二次創作作品や雑誌連載時に未完のまま終わってしまった漫画作品の続編を発行している。

## 略歴・人物
大阪にあるデザイン専門学校に在学していた頃、白泉社に作品を持ち込んだことがきっかけで漫画雑誌『月刊コミコミ』での連載を始める。1984年、「空白海域V-2」（『コミコミ特別編集 コミック読本SF大特集』）でデビュー。初期はSF漫画を描いていたが、90年代に入ってからは掲載誌の休刊や打ち切りが続き、成年漫画と同人誌で活動することが多くなったほか、専門学校で漫画家プロ養成科担当特別講師も務めている。
同人活動に関しても未だに積極的で、自身の作品のセルフパロディないし本編では描けなかった内容の同人誌化をよく行うことでも知られている。商業誌時には一般作品だったものを、同人誌では18禁化して発行することもある（該当するキャラクターは作品本編内でも結婚ないし子供を作っている場合が多い）。
2011年3月11日には、東京都内のマンションの8階に構えていた仕事場で東北地方太平洋沖地震に被災した。本人の怪我は無かったが、フィギュアやプラモデルのコレクションの入ったガラスケースや本棚が転倒し、多大な破損を被った。これらの被害を合わせると、1000万円を超えるだろうと語っている。また、当日は遅れていた原稿を進めるために起きて作業していたが、普段のように寝ていたら倒れてきたもので怪我していただろうと語っている。

## 作品リスト

### 一般作品
- パワフルまぜごはん（白夜書房・パワフルコミックス） - デビュー前の物を含めた初期作品集・上下巻。袋とじカラーイラスト付き。
  - 上巻「パイレーツ」「トラブルデート」「クーデターSOS」「異次元戦線1945」「辺境惑星の石」解説・みんだ・なお
  - 下巻「果肉」「機甲兵」「未来空間の恋人」「MUTANT」「三流海賊 IN 10000光年」あとがき・真鍋譲治
- バンパネラ（富士見書房・富士見ファンタジアコミックス） - 作品集。表題作含めた新規2編や描き下ろしカラー作品、アウトランダーズ（ジェッツコミックス版）に収録された読切を再録。
  - 「ファンタジーワールド」「バンパネラ」「メデューサの船」「Passenger…!!」「ザ・フロンティア」「鳥」「大地の啓示」「ピリオド・セレモニー」
- アウトランダーズ（月刊コミコミ、白泉社） - ビクター音楽産業によりOVA、FCゲーム化。
- ドーラ（月刊ウィングス、新書館） - 本シリーズの隻眼の女主人公カダフィは、他作品にもスピンオフ登場している（『ライ』の正宗、『カプリコン』のバーラムなど）。
- キャラバン・キッド（週刊少年サンデー増刊号、小学館）
- カプリコン（月刊ウィングス、新書館） - 大陸書房によりOVA化。
- ドラクゥーン 竜姫兵 （富士見書房・角川書店） - 単行本描き下ろし。第3巻で中断。後年、描き下ろしにより完結した。
- ソーサリアン 天の神々達（コミックコンプ、角川書店）
- ジャンク・パーティ（角川書店） - 週刊少年サンデー増刊号連載作品だったが、登場人物の肌の色が黒人差別に抵触するとの批判を浴びて打ち切り。
- 銀河戦国群雄伝ライ（コミックコンプ・電撃コミックガオ、メディアワークス・主婦の友社） - バンダイによりテレビアニメ化、エンジェルによりSFCゲーム化された真鍋の代表作。
- 銀河戦国群雄伝ライ 異聞 - 上記『ライ』の成人向け二次創作の続編を、一般商業作品として刊行した作品。
- 怒濤! ジャムカの大冒険（月刊ウィングス、新書館）
- ビバ☆うさぎ小僧（コミックNORA、学習研究社）
- 中華一番（コミックNORA、学習研究社） - 雑誌廃刊により打ち切り。
- 護星童子ラン（少年王、光文社）
- パワフルチャイナ（少年キャプテン、徳間書店） - 雑誌廃刊により打ち切り。
- くろぼね（電撃コミックガオ、メディアワークス） - ある国をモデルにした敗戦国『ガルマ国』の興亡を一種の「戦国乱世」風に描き、ある人物をモデルにした主人公を描写した問題作。明確な理由を発表されないまま連載は打ち切られたが、同人で続編が刊行された。なお、往年の東映動画風の「動物化」手法が用いられており、登場「人物」はすべて人間化した犬。
- ワイルドキングダム（ファミ通ブロス、エンターブレイン） - 雑誌廃刊により打ち切り（後に単行本で加筆完結）。
- 暴君ティラノさん（コミックドラゴン、角川書店） - 初の原作作品（作画はみよね椎）。
- 重機甲乙女 豆だけど（週刊漫画TIMES、芳文社） - 舞台設定および政治設定はルネサンス期のイタリア（但し、時のローマ教皇等の要人も含めて登場人物は全て架空の人物であり、国際関係における軍事紛争や外交政策も創作）、社会風俗は20世紀初頭のイタリア、軍事描写は第二次世界大戦前後のイタリアおよびオスマン帝国（但し、両勢力共に架空の兵器を保有・運用）というミリタリー作品。
- 満漢ぽちゃムキ!!ん（ナマイキッ!、竹書房）
- パトラと鉄十字（月刊キスカ、竹書房）
- 脱法テイマーの成り上がり冒険譚 〜Sランク美少女冒険者が俺の獣魔になっテイマす〜（コミックライドアドバンス、マイクロマガジン社） - ライトノベルのコミカライズ（原作：すかいふぁーむ、キャラクター原案：大熊猫介）
- 異世界きまぐれぶらり旅 〜奴隷ハーレムを添えて〜（MAGCOMI、マッグガーデン） - オンライン投稿小説のコミカライズ（原作：さとうねこ）

### 成人向け作品
- お肉でCHU（Namaikiッ！、竹書房） - 初のアダルト誌での連載作。真鍋自身は獣人物にしたかったが、編集部がネコ耳の類を許可しなかったとのこと。
- お吟―美少女的淫魔獣人伝（宙出版） - 成人向けオリジナル同人作品を商業単行本化した短編集。
- 幕の内でらっくす（Namaikiッ！、竹書房）
- てぇいる・ちぇいさー（富士美出版）
- 恋するウシチチ（富士美出版） - 初版発売時、作品の要修正部分が無修正のまま出版されたとして回収騒動が発生。2009年1月26日には真鍋自身が出版元である辰巳出版へ殴り込みに出かける事態まで発展すると同時に、「店頭在庫は即時全回収を命令」・「あと3回だがモチベーション維持が困難なので連載中断」・「辰巳とはしばらく仕事しない、冷却期間を置く」・「原稿引き上げはせず保管して頂く」ことを決定したことが、作者ブログにて明かされた[6]。なお、単行本未収録分の原稿は、2010年に同人誌として出版された。
- リン×ママ（Namaikiッ！、竹書房） - 構成に工夫がある作品で、当初は漫画の基本『起承転結』を各1巻で表現し、全4巻で完結予定であった。しかし、2010年1月27日に刊行された「転」にあたる第3巻のあとがきで、「好評につきもう1巻追加」と発表され、全5巻で完結した。
- 彼女で満室（いっぱい）（週刊漫画TIMES、芳文社） - 初の週刊誌連載（後に隔週連載に変更）。
- くいこみをなおしてるヒマはないっ！（Namaikiッ！、竹書房）
- 日々これ好日（週刊漫画TIMES、芳文社）
- 毒妻クラブ（Namaikiッ！、竹書房）
- 裏銀河戦国群雄伝（スタジオかつ丼） - 一般向け作品で発表している『銀河戦国群雄伝ライ』および『銀河戦国群雄伝ライ 異聞』の成年向け作品を自ら執筆している。